# Tempo reale (album)
| Recensione | Giudizio |
| ---------- | -------- |
| Rockol     |          |

Tempo reale è il sesto album in studio del cantante italiano Francesco Renga, pubblicato l'11 marzo 2014 dalla Sony Music.

## Tracce
1. A un isolato da te – 3:25 (Roberto Casalino)
2. Il mio giorno più bello nel mondo – 3:37 (Fortunato Zampaglione)
3. Un lungo inverno – 3:38 (Francesco Renga, Dario Faini, Diego Mancino, Andrea Regazzetti)
4. Vivendo adesso – 4:14 (Elisa Toffoli)
5. Ora vieni a vedere – 3:24 (Francesco Renga, Emiliano Cecere, Diego Calvetti)
6. L'impossibile – 3:41 (Francesco Renga, Dario Faini, Diego Mancino, Andrea Ragazzetti)
7. L'amore altrove (feat. Alessandra Amoroso) – 3:16 (Roberto Casalino, Giulia Capone, Niccolò Verrienti)
8. Dimenticarmi di te – 3:44 (Francesco Renga, Filippo De Paoli)
9. In equilibrio senza te – 3:32 (Busbee, Kevin Griffin, Robin Michelle Lewis, Andrea Regazzetti)
10. Era una vita che ti stavo aspettando – 3:52 (Ermal Meta, Antonio Filippelli, Andrea Regazzetti)
11. Almeno un po' – 3:57 (Francesco Silvestre)
12. Sì... be'... ma... non so?! – 4:11 (Giuliano Sangiorgi)
13. Dovrebbe essere così – 3:05 (Francesco Renga, Dario Faini, Diego Mancino, Andrea Regazzetti)
14. Mai – 4:00 (Francesco Renga, Emma Rohan, David Sneddon, Jay Bauer-Mein, Aiden Grimshaw)

CD bonus in Tempo reale extra
1. A un isolato da te (acustica)
2. Il mio giorno più bello nel mondo (acustica)
3. L'amore altrove (acustica)
4. Era una vita che ti stavo aspettando (acustica)
5. Ora vieni a vedere (acustica)
6. Almeno un po' (feat. Kekko Silvestre)

## Formazione
- Francesco Renga – voce
- Michael Landau – chitarra
- Reggie Hamilton – basso
- Michele Canova Iorfida – programmazione, sintetizzatore, tastiera
- Jeff Babko – organo Hammond, pianoforte, Fender Rhodes
- Vinnie Colaiuta – batteria

## Successo commerciale
Tempo reale ha debuttato alla prima posizione della Classifica FIMI Album, per poi scendere in terza posizione nella settimana successiva e oscillando tra la top 10 e la top 20 fino a novembre 2014. Il 31 ottobre 2014 è stato certificato disco di platino per aver venduto 50 000 copie.

## Classifiche
| Classifica (2014) | Posizione massima |
| ----------------- | ----------------- |
| Italia            | 1                 |